# Seminole (film)
Seminole è un film statunitense del 1953 diretto da Budd Boetticher.
È un film western con protagonisti Rock Hudson, Barbara Hale e Anthony Quinn.

## Trama
A Fort King, in Florida, nel 1835, il tenente Lance Caldwell è accusato dell'omicidio di una sentinella. Dinanzi alla corte marziale, egli racconta la storia della fragile pace tra i coloni e i nativi indiani Seminole, e di come la pace fosse stata minacciata dal comandante del forte, il maggiore Harlan Degan, il quale voleva sterminare i nativi. Nel tentativo di stabilire una pace più duratura con il gruppo dei Seminole, Revere Muldoon, un amore giovanile di Caldwell, si incontra con il capo Seminole Osceola, un meticcio nato con il nome di John, di cui è innamorata, il quale è figlio di un'indiana ed è un amico d'infanzia del tenente Caldwell. Nel rispetto nei confronti di Caldwell e in nome della loro antica amicizia, Osceola arriva al forte recando una bandiera di tregua, ma viene incarcerato dal maggiore Degan. Osceola muore nella cella e Caldwell viene accusato del suo omicidio e incarcerato a sua volta. Alla fine la verità viene a galla e gli indiani Seminole salvano Caldwell facendolo uscire di prigione.

## Produzione
Il film, diretto da Budd Boetticher su una sceneggiatura e un soggetto di Charles K. Peck Jr., fu prodotto da Howard Christie per la Universal International Pictures e girato nell'Everglades National Park in Florida.

## Distribuzione
Il film fu distribuito negli Stati Uniti dal marzo del 1953 al cinema dalla Universal Pictures. È stato poi pubblicato in DVD negli Stati Uniti dalla Universal Studios Home Entertainment nel 2011.
Alcune delle uscite internazionali sono state:
- in Svezia il 9 novembre 1953
- in Finlandia il 20 novembre 1953 (Fort Kingin petturi)
- in Germania Ovest il 4 dicembre 1953 (Seminola)
- in Austria nel febbraio del 1954
- in Francia il 12 marzo 1954 (L'expédition du fort King)
- in Danimarca il 13 dicembre 1954
- in Portogallo il 21 marzo 1955 (Massacre)
- in Grecia (Oi adamastoi)
- in Cile (Pluma roja)
- in Belgio (Séminole)
- in Spagna (Traición en Fort King)
- in Italia (Seminole)

## Promozione
Le tagline è "Courage...Treachery...and Love --- AND THE GREAT EVERGLADES INDIAN WARS!".

## Critica
Secondo il Morandini nel film "c'è già, all'insegna di un profondo pessimismo, il segno" dello stile di Budd Boetticher. Sono almeno due le scene degne di nota: "l'attacco dei visi pallidi al villaggio dove trovano soltanto manichini e il loro massacro quando affondano nelle paludi della Florida".